# مجموعة الأبحاث والتدريب للعمل التنموي
مجموعة الأبحاث والتدريب للعمل التنموي هي هيئة أهلية مسجلة رسمياً منذ شهر تموز/ يوليو 1999، ومقرها بيروت. تسعى مجموعة الأبحاث والتدريب للعمل التنموي، من خلال عملها في لبنان ومنطقتي المشرق/المغرب (ولاسيما في مصر والمغرب وسوريا وتونس والجزائر واليمن) إلى المساهمة في التنمية الاجتماعية للمجتمعات والمنظمات المحلية من خلال دعم مبادراتها خصوصاً تلك الهيئات الناشطة في قضايا النوع الاجتماعي والتنمية، والفقر والإقصاء الاجتماعي، وذلك بهدف خلق مجتمع أكثر عدالة وإنصافاً.
يتألف فريق عمل مجموعة الأبحاث والتدريب للعمل التنموي من مجموعة متنوعة من الباحثين/ات المتخصصين/ات، والمدربين/ات، والمهنيين/ات. تعتمد المجموعة على ذخيرة واسعة من التجارب الميدانية المختلفة والمهارات المتواجدة في المنطقة، كما تتميز بقدرتها على العمل بفعالية في شتى الأوساط الاجتماعية والثقافية في المشرق/ المغرب. هذا وتتمتع أيضاً بميزة إضافية تكمن في قدرتها على النهل من شبكتها الواسعة التي تضم الخبراء والاستشاريين في أرجاء منطقة المشرق/ المغرب، كما وهيئتها الاستشارية الدولية الطوعية والتي تتضمن خبراء ذوي شأن في مجالي النوع الاجتماعي والتنمية.

## المشاريع
- الوحدة المستقلة للخدمات والموارد والمعلومات
- حملة حق المرأة العربية بمنح الجنسية
- مشروع التمكين الاقتصادي للنساء
- مشروع الفرص الاقتصادية المستدامة للنساء
- مشروع المواطنة الفعالة، النوع الاجتماعي والمستحقات الاجتماعية
- مشروع الهيئات الطوائفية والدينية
- مشروع الوصل والمعلومات حول النوع الاجتماعي والتنمية في المشرق والمغرب العربيين

## مواقع خارجية
- موقع مجموعة الأبحاث والتدريب للعمل التنموي